# Alan Cumming
Alan Cumming (OBE; sinh ngày 27 tháng 1 năm 1965) là một diễn viên, ca sĩ, nhà văn, nhà sản xuất, đạo diễn sinh ra ở Scotland, Anh Quốc.
Năm 2002, ông ra mắt tiểu thuyết Tommy's Tale.

## Giải thưởng và đề cử
| Năm  | Đối tượng đề cử                        | Giải thưởng                                            | Hạng mục                                                        | Kết quả         |
| ---- | -------------------------------------- | ------------------------------------------------------ | --------------------------------------------------------------- | --------------- |
| 1988 | Conquest of the South Pole             | Olivier Award                                          | Best Newcomer in a Play                                         | Đề cử           |
| 1991 | Accidental Death of an Anarchist       | Olivier Award                                          | Comedy Performance of the Year                                  | Đoạt giải       |
| 1992 | Bernard and the Genie                  | British Comedy Award                                   | Top Television Newcomer                                         | Đoạt giải       |
| 1992 | Prague                                 | Atlantic Film Festival                                 | Best Actor                                                      | Đoạt giải       |
| 1993 | Prague                                 | Scottish BAFTA Award                                   | Best Film Actor                                                 | Đề cử           |
| 1993 | La Bête                                | Olivier Award                                          | Comedy Performance of the Year                                  | Đề cử           |
| 1994 | Cabaret                                | Olivier Award                                          | Best Actor in a Musical                                         | Đề cử           |
| 1994 | Hamlet                                 | Shakespeare Globe Award                                | Richard Burton Award                                            | Đề cử           |
| 1994 | Hamlet                                 | Theatre Management Association Award                   | Best Actor                                                      | Đoạt giải       |
| 1996 | Romy and Michele's High School Reunion | MTV Movie Award                                        | Best Dance Sequence                                             | Đề cử           |
| 1998 | —                                      | Vanity Fair Hall of Fame                               | Vanity Fair Hall of Fame                                        | Được giới thiệu |
| 1998 | Cabaret                                | New York Free Press Award                              | Best Actor                                                      | Đoạt giải       |
| 1998 | Cabaret                                | New York Public Advocate's Award                       |                                                                 | Đoạt giải       |
| 1998 | Cabaret                                | FANY Award                                             | Best Actor in a Musical                                         | Đoạt giải       |
| 1998 | Cabaret                                | Tony Award                                             | Tony Award for Best Performance by a Leading Actor in a Musical | Đoạt giải       |
| 1998 | Cabaret                                | Outer Critics Circle Award                             | Best Actor in a Musical                                         | Đoạt giải       |
| 1998 | Cabaret                                | Drama Desk Award                                       | Outstanding Lead Actor in a Musical                             | Đoạt giải       |
| 1998 | Cabaret                                | Theatre World Award                                    | Outstanding Broadway Debut                                      | Đoạt giải       |
| 2001 | —                                      | New York Immigrant Achievement Award                   | —                                                               | Đoạt giải       |
| 2002 | The Anniversary Party                  | Prism Award                                            | —                                                               | Đoạt giải       |
| 2002 | The Anniversary Party                  | Independent Spirit Award                               | Best First Feature                                              | Đề cử           |
| 2002 | The Anniversary Party                  | Independent Spirit Award                               | Best Screenplay                                                 | Đề cử           |
| 2002 | The Anniversary Party                  | National Board of Review Award                         | Excellence in Filmmaking                                        | Đoạt giải       |
| 2003 | —                                      | Bailey House                                           | Key Award                                                       | Đoạt giải       |
| 2003 | —                                      | Convent of the Sacred Heart                            | Hatter's Ball Award                                             | Đoạt giải       |
| 2003 | Nicholas Nickleby                      | National Board of Review Award                         | Best Ensemble in a Movie                                        | Đoạt giải       |
| 2004 | —                                      | Newfest                                                | Trailblazer Award                                               | Đoạt giải       |
| 2004 | —                                      | Bailey House                                           | 20 for 20 Key Award                                             | Đoạt giải       |
| 2004 | —                                      | Philadelphia International Gay & Lesbian Film Festival | Artistic Achievement Award                                      | Đoạt giải       |
| 2004 | —                                      | Special Civil Rights Award                             |                                                                 | Đoạt giải       |
| 2005 | Son of the Mask                        | Golden Raspberry Award                                 | Golden Raspberry Award for Worst Supporting Actor               | Đề cử           |
| 2005 | —                                      | HRC Humanitarian Award                                 | HRC Humanitarian Award                                          | Đoạt giải       |
| 2005 | —                                      | Scotland Magazine                                      | Icon of Scotland Award                                          | Đoạt giải       |
| 2006 | Bent                                   | Theatregoer's Choice Award                             | Best Actor                                                      | Đề cử           |
| 2006 | —                                      | Human Rights Campaign                                  | The Elizabeth Birch Equality Award                              | Đoạt giải       |
| 2006 | —                                      | LIGALY Award                                           |                                                                 | Đoạt giải       |
| 2006 | The Threepenny Opera                   | Drama League                                           | Drama League                                                    | Được vinh danh  |
| 2006 | —                                      | GLAAD Media Award                                      | The Vito Russo Award                                            | Đoạt giải       |
| 2006 | Sweet Land                             | Sedona Film Festival                                   | Birkner Humanitarian Award                                      | Đoạt giải       |
| 2007 | Sweet Land                             | Independent Spirit Award                               | Independent Spirit Award for Best First Feature                 | Đoạt giải       |
| 2007 | —                                      | Big Apple Film Festival                                | Golden Apple Award for Honorary Achievement                     | Đoạt giải       |
| 2007 | —                                      | Santa Fe Film Festival                                 | Maverick Award                                                  | Đoạt giải       |
| 2007 | —                                      | LAMBDA Liberty Award                                   |                                                                 | Đoạt giải       |
| 2007 | Ghost Writer                           | Barcelona Gay and Lesbian Film Festival                | Tribute Award                                                   | Đoạt giải       |
| 2007 | Ghost Writer                           | Provincetown International Film Festival               | Excellence in Acting Award                                      | Đoạt giải       |
| 2007 | Ghost Writer                           | SHOUT Film Festival                                    | Beacon Award                                                    | Đoạt giải       |
| 2007 | The Bacchae                            | Herald Arcangel Award                                  | Herald Arcangel Award                                           | Đoạt giải       |
| 2007 | —                                      | Phoenix Film Festival                                  | Copper Wing Tribute Award                                       | Đoạt giải       |
| 2008 | —                                      | Anti-Violence Project                                  | Courage Award                                                   | Đoạt giải       |
| 2008 | —                                      | Trevor Project                                         | Hero Award                                                      | Đoạt giải       |
| 2009 | —                                      | Scottish Style Awards                                  | Most Stylish Male                                               | Đề cử           |
| 2009 | —                                      | National Trust for Scotland                            | Great Scot Award                                                | Đoạt giải       |
| 2009 | —                                      | PFLAG                                                  | PFLAG Choice Award                                              | Đoạt giải       |
| 2009 | I Bought a Blue Car Today              | SX Magazine                                            | Best Cabaret                                                    | Đoạt giải       |
| 2009 | I Bought a Blue Car Today              | Whatsonstage.com Awards                                | Best Solo Performance                                           | Đề cử           |
| 2010 | I Bought A Blue Car Today              | Time Out New York                                      | Best of Cabaret                                                 | Đề cử           |
| 2010 | I Bought A Blue Car Today              | Bistro Award                                           | Outstanding Recording                                           | Đoạt giải       |
| 2010 | —                                      | Chicago International Film Festival                    | Artistic Achievement Award                                      | Đoạt giải       |
| 2010 | —                                      | National Gay and Lesbian Task Force                    | Leadership Award                                                | Đoạt giải       |
| 2010 | —                                      | Point Foundation                                       | Courage Award                                                   | Đoạt giải       |
| 2010 | —                                      | Theater Offensive                                      | Out on the Edge Award                                           | Đoạt giải       |
| 2010 | —                                      | Johnnie Walker                                         | Great Scot Award                                                | Đề cử           |
| 2010 | The Good Wife                          | International Press Academy                            | Best Supporting TV Actor                                        | Đề cử           |
| 2010 | The Good Wife                          | Emmy Award                                             | Outstanding Guest Actor in a Drama Series                       | Đề cử           |
| 2011 | —                                      | Denver Film Festival                                   | Excellence in Acting Award                                      | Đoạt giải       |
| 2011 | Cumming The Fragrance                  | Fleshbot Award                                         | Sexiest Fashion                                                 | Đoạt giải       |
| 2011 | Zoorgamazoo                            | AudioFile Magazine                                     | Earphones Award                                                 | Đoạt giải       |
| 2011 | Zoorgamazoo                            | Audie Award                                            | Solo Narration – Male                                           | Đoạt giải       |
| 2011 | Charity Work                           | Johnnie Walker                                         | Great Scot Award                                                | Đề cử           |
| 2011 | The Good Wife                          | Emmy Award                                             | Outstanding Supporting Actor in a Drama Series                  | Đề cử           |
| 2011 | The Good Wife                          | Critics' Choice TV Awards                              | Supporting Actor in a Drama Series                              | Đề cử           |
| 2011 | The Good Wife                          | Screen Actors Guild Award                              | Outstanding Performance by an Ensemble in a Drama Series        | Đề cử           |
| 2012 | —                                      | Johnnie Walker                                         | Great Scot Award                                                | Đề cử           |
| 2012 | —                                      | Matthew Shepard Foundation                             | Making A Difference Award                                       | Đoạt giải       |
| 2012 | —                                      | Live Out Loud Awards                                   | Star Award                                                      | Đoạt giải       |
| 2012 | Macbeth                                | AudioFile Awards                                       | Best Voice of the Year                                          | Đoạt giải       |
| 2012 | Macbeth                                | AudioFile Awards                                       | Earphone Award                                                  | Đoạt giải       |
| 2012 | The Good Wife                          | Crime Thriller Awards                                  | Best Supporting Actor                                           | Đề cử           |
| 2012 | The Good Wife                          | Screen Actors' Guild                                   | Outstanding Performance by an Ensemble in a Drama Series        | Đề cử           |
| 2012 | Any Day Now                            | Key West Film Festival                                 | Golden Key Award                                                | Đoạt giải       |
| 2012 | Any Day Now                            | Napa Valley Film Festival                              | Favorite Actor or Actress                                       | Đoạt giải       |
| 2012 | Any Day Now                            | Outfest                                                | Best Actor Award                                                | Đoạt giải       |
| 2012 | Any Day Now                            | Seattle International Film Festival                    | Best Actor Award                                                | Đoạt giải       |
| 2013 | Any Day Now                            | Dorian Award                                           | Film Performance of the Year                                    | Đề cử           |
| 2013 | Any Day Now                            | Gaybie Award                                           | Best Actor in a Gay Themed Movie                                | Đề cử           |
| 2013 | —                                      | Bailey House                                           | Arts & Legacy Award                                             | Đoạt giải       |
| 2013 | Macbeth on Broadway                    | Drama League Awards                                    | Distinguished Performance Award                                 | Đề cử           |
| 2013 | Macbeth on Broadway                    | United Solo                                            | UAward                                                          | Đề cử           |
| 2013 | Macbeth on Broadway                    | Broadway.com Audience Choice                           | Favorite Actor in a Play                                        | Đoạt giải       |
| 2014 | Arthur: Show Off                       | Emmy Award                                             | Outstanding Performer in an Animated Program                    | Đề cử           |
| 2014 | Cabaret on Broadway                    | Drama League Awards                                    | Distinguished Performance Award                                 | Đề cử           |
| 2015 | The Good Wife                          | Golden Globe Award                                     | Best Supporting Actor – Series, Miniseries or Television Film   | Đề cử           |
| 2015 | The Good Wife                          | Emmy Award                                             | Outstanding Supporting Actor in a Drama Series                  | Đề cử           |
| 2016 | 69th Tony Awards                       | Emmy Award                                             | Outstanding Special Class Program                               | Đề cử           |
| 2017 | 1st Look: Scotland                     | New York Emmy Awards                                   | Best Lifestyle Program (Program/Special)                        | Đoạt giải       |